# جاك دوغان
جاك دوغان هو لاعب هوكي الجليد كندي، ولد في 17 ديسمبر 1897 في أوتاوا في كندا، وتوفي في 3 فبراير 1977.

## وصلات خارجية
- جاك دوغان على موقع دوري الهوكي الوطني (الإنجليزية)
- جاك دوغان على موقع EliteProspects.com (الإنجليزية)
- جاك دوغان على موقع HockeyDB.com (الإنجليزية)
- جاك دوغان على موقع Hockey-Reference.com (الإنجليزية)